# Ewa Mańkiewicz-Cudny
Ewa Teresa Mańkiewicz-Cudny (ur. 18 maja 1944 w Warszawie) – polska fizyczka, redaktorka, dziennikarka, popularyzatorka wynalazczości; autorka ponad 300 artykułów w dziedzinie nauk ścisłych, techniki, gospodarki kultury technicznej. 

## Życiorys
Ewa Mańkiewicz-Cudny w młodości była członkinią Związku Harcerstwa Polskiego, dochodząc do stopnia podharcmistrzyni i komendantki obozu. W 1968 ukończyła studia fizyczne na Wydziale Matematyczno-Fizycznym Uniwersytetu Warszawskiego. Jako fizyczka zajmowała się fizyką jądrową i historią techniki.
Przez rok pracowała jako nauczycielka fizyki. W 1967 rozpoczęła pracę jako dziennikarka – popularyzatorka nauk ścisłych i techniki w „Horyzontach Techniki”. W drugiej połowie lat 70. rozpoczęła pracę w Zjednoczeniu „Mera” na stanowisku ekspertki do spraw kontaktów zewnętrznych. W latach 80. współtworzyła dwumiesięcznik „Zrób to sam” oraz trzytomową encyklopedię „Vademecum Zrób Sam”. Działała w Towarzystwie Wiedzy Powszechnej. W 1982 rozpoczęła pracę jako kierowniczka działu Nauka w „Przeglądzie Technicznym”; następnie awansowała na zastępczynię redaktora naczelnego, a od września 1989 do 2021 pełniła funkcję redaktorki naczelnej, jako pierwsza kobieta w historii czasopisma. Inicjatorka i organizatorka plebiscytu o tytuł Złotego Inżyniera „Przeglądu Technicznego”. Niezależnie publikowała artykuły z dziedziny elektroniki, rozwoju przemysłu oraz popularyzujących technikę wśród młodzieży. W 2003 zdała egzamin państwowy na Członka Rady Nadzorczej Spółek Skarbu Państwa.
W 1984 wraz z grupą wykładowców Politechniki Warszawskiej, Uniwersytetu Warszawskiego i Szkoły Głównej Gospodarstwa Wiejskiego oraz dziennikarzy-popularyzatorów założyła Towarzystwo Kultury Technicznej (TKT), które w 1986 zostało przyjęte do Naczelnej Organizacji Technicznej. W latach 1984–1992 pełniła tam funkcję sekretarz generalnej, w latach 1992–1999 wiceprezeski, a od 2000 do 2020 prezeski. W latach 1997–2008 wiceprezeska, a od 2012 prezeska Federacji Stowarzyszeń Naukowo-Technicznych Naczelnej Organizacji Technicznej (FSNT-NOT), jako pierwsza kobieta na tym stanowisku. W 2021 została wybrana na czwartą kadencję. W ramach FSNT-NOT m.in. współorganizowała seminaria polonijne „Polacy Razem”. Członkini Akademii Inżynierskiej w Polsce, Rady Metrologii Głównego Urzędu Miar, Rady Działalności Pożytku Publicznego jako przedstawicielka strony pozarządowej (2015–2018), członkini honorowa Towarzystwa Konsultantów Polskich.

## Ordery, odznaczenia i wyróżnienia
- Krzyż Komandorski Orderu Odrodzenia Polski „za wybitne zasługi w propagowaniu i upowszechnianiu polskiej myśli technicznej, za wkład w rozwój innowacyjności polskiej gospodarki” (2022)[8]
- Krzyż Oficerski Orderu Odrodzenia Polski[2]
- Krzyż Kawalerski Orderu Odrodzenia Polski „za wybitne zasługi dla rozwoju nauki i techniki polskiej” (2005)[9]
- Złoty Krzyż Zasługi „za zasługi na rzecz upowszechniania osiągnięć nauk technicznych” (1997)[10]
- Srebrny Krzyż Zasługi[2]
- Medal Komisji Edukacji Narodowej[2]
- Medal „Pro Patria” (2016)[11]
- Odznaka „Zasłużony Działacz Kultury”[2]
- Odznaka Honorowa „Za Zasługi dla Wynalazczości”[2]
- Polska Nagroda Jakości (PNJ)[2]
- Srebrna, Złota i Diamentowa Honorowa Odznaka FSNT-NOT[2]
- Medal im. Feliksa Kucharzewskiego[2]
- Medal im. Piotra Drzewieckiego[2]